# Mahamadou Diarra
Mahamadou Diarra (ur. 18 maja 1981 w Bamako) – malijski piłkarz, grający na pozycji pomocnika.

## Życiorys

### Kariera klubowa
Jest wychowankiem rodzimego Centre Salif Keita. W pierwszym zespole tego klubu grał w latach 1997–1998. 1 lipca 1998 podpisał kontrakt z greckim OFI 1925. W rozgrywkach Alpha Ethniki zagrał po raz pierwszy 23 sierpnia 1998 w wygranym 3:0 meczu przeciwko Ethnikosowi Pireus. Zdobył w nim gola. 1 lipca 1999 został piłkarzem holenderskiego Vitesse. Grał w nim w sumie przez trzy lata, rozgrywając w tym czasie 69 meczów ligowych. W Eredivisie zadebiutował 14 sierpnia 1999 w zremisowanym 1:1 spotkaniu z SC Cambuur. W europejskich pucharach po raz pierwszy zagrał w wieku 18 lat – miało to miejsce 4 listopada 1999 w ramach Pucharu UEFA przeciwko francuskiemu RC Lens (1:1).
1 lipca 2002 za 3,9 miliona euro odszedł do francuskiego Olympique Lyon. Jego pierwszym meczem w Ligue 1 było zremisowane 3:3 spotkanie z En Avant Guingamp, które zostało rozegrane 2 sierpnia 2002. Grał w nim od 64. minuty, kiedy zastąpił Vikasha Dhorasoo. W ciągu czterech lat gry dla Lyonu rozegrał 123 mecze w lidze, w których zdobył 6 goli, oraz pięciokrotnie zdobył mistrzostwo kraju. W 2006 roku był łączony z transferem do Manchesteru United. Ostatecznie 15 sierpnia 2006 za 26 milionów euro został sprzedany do Realu Madryt. 12 dni później zadebiutował w lidze hiszpańskiej w zremisowanym 0:0 meczu z Villarrealem CF. W sezonach 2006/2007 i 2007/2008 wraz z Realem był mistrzem Hiszpanii, a w sezonie 2010/2011 zdobył Puchar Króla. W styczniu 2011 był bliski odejścia do Málagi CF.
Od 27 stycznia do 30 czerwca 2011 był piłkarzem AS Monaco, po czym na ponad pół roku stał się tzw. wolnym agentem. 27 lutego 2012 podpisał kontrakt z angielskim Fulham F.C., który wygasł 30 czerwca 2013. Od 26 marca do 30 czerwca 2014 ponownie występował w Fulham. W sumie w Premier League rozegrał 23 mecze. Zadebiutował w niej 4 marca 2012 w wygranym 5:0 spotkaniu z Wolverhampton Wanderers F.C.. W 2014 roku zakończył karierę.

### Kariera reprezentacyjna
W reprezentacji Mali wystąpił m.in. na czterech Pucharach Narodów Afryki (2002, 2004, 2008 i 2010). Po raz ostatni zagrał w niej 8 września 2012 w wygranym 3:0 meczu z Botswaną.

## Sukcesy

### Olympique Lyon
- Mistrzostwo Francji: 2003, 2004, 2005, 2006
- Superpuchar Francji: 2003, 2004, 2005, 2006

### Real Madryt
- Mistrzostwo Hiszpanii: 2007, 2008
- Superpuchar Hiszpanii: 2008

### Reprezentacja
- Mistrzostwa Świata U-20: 1999  Brąz